# Bothragonus swanii
Bothragonus swanii és una espècie de peix pertanyent a la família dels agònids.

## Descripció
- Fa 8,9 cm de llargària màxima.
- Aletes dorsals petites.
- Aleta caudal arrodonida.
- Nombre de vèrtebres: 32.
- El color és molt variable i depèn del fons marí on habita: en general, pot ésser marró amb franges fosques, carabassa amb franges blaves o escarlata amb franges marrons.[3][4][5]

## Alimentació
Menja principalment crustacis petits (com ara, gambes i crancs).

## Hàbitat
És un peix marí, demersal i de clima temperat (60°N-34°N) que viu entre 0-18 m de fondària.

## Distribució geogràfica
Es troba al Pacífic oriental: des de l'illa Kodiak (Alaska) fins a Califòrnia (els Estats Units).

## Observacions
És inofensiu per als humans.